# Mischform
Als Mischform bezeichnet man in Psychiatrie und Psychotherapie eine Erkrankung eines Patienten, die sich aus mehreren, ätiologisch oder symptomatisch gesehen getrennten Krankheitsbildern zusammensetzt (Komorbidität). Das Gegenteil der Mischform ist die reine Form.
Die Erkenntnis, dass auch psychische Erkrankungen zusammengesetzt sein können, ist historisch wichtig. Sie geht vermutlich auf den Psychiater Emil Kraepelin zurück und wurde von Sigmund Freud in die Psychotherapie eingeführt (siehe auch Studien über Hysterie). Vor der Entdeckung der Mischformen wurde die Psyche als eine mehr oder weniger homogene Struktur betrachtet und Krankheiten als monokausal verursacht beschrieben.
Beispiele:
- Ein Patient kann gleichzeitig an Beinbruch und Leberkrebs leiden. Beides sind somatische Erkrankungen.
- Ein Patient kann gleichzeitig an einer Persönlichkeitsstörung und einer Phobie leiden. Beides sind psychische Erkrankungen.

Die meisten psychotherapeutischen Patienten leiden an Mischform-Erkrankungen. Reine Formen kommen aber ebenfalls vor.